# Blumen aus Nizza
Pour plus de détails, voir Fiche technique et Distribution.
Blumen aus Nizza est un film germano-autrichien réalisé par Augusto Genina, sorti en 1936.

## Fiche technique
- Titre : Blumen aus Nizza
- Réalisation : Augusto Genina
- Scénario : Franz Bronow et Max Wallner
- Photographie : Franz Planer, Hans Heinz Theyer et Walter Tuch (de)
- Montage : Wolfgang Wehrum (de)
- Musique : Dénes Buday (de)
- Pays d'origine : Allemagne - Autriche
- Format : Noir et blanc - 1,37:1 - Mono
- Genre : film musical
- Durée : 80 minutes
- Date de sortie : 1936

## Distribution
- Erna Sack : Maria Castoldi
- Friedl Czepa : Lisette
- Karl Schönböck : Graf Ulrich von Traunstein
- Paul Kemp (de) : Rudi Hofer
- Jane Tilden : Christl Niedermeyer
- Hans Homma (de) : Francois
- Johanna Terwin : Frau Keller
- Alfred Neugebauer (de) : Chapelet
- Robert Valberg (de)
- Lilia Skala
- Hans Unterkircher